# Brigitte Lindenberg
Brigitte Lindenberg (* 17. Juli 1924 in Stettin; † Anfang 2015) war eine deutsche Filmschauspielerin, Hörspiel- und Synchronsprecherin.

## Leben
Brigitte Lindenberg wurde in den 1950er-Jahren als Filmschauspielerin tätig. In etwa 50 DEFA-Produktionen war sie in zahlreichen Nebenrollen zu sehen. Sie wirkte auch in den Serien Der Staatsanwalt hat das Wort und Polizeiruf 110 mit, außerdem synchronisierte sie Filme für die DDR-Veröffentlichung.

## Filmografie (Auswahl)
- 1955: Der Teufel vom Mühlenberg
- 1956: Das Traumschiff
- 1960: Sommerwege (Uraufführung erst 2014)
- 1960: Blaulicht – Ein gewisser Herr Hügi
- 1962: Das zweite Gleis
- 1965: Karla
- 1966–1983: Der Staatsanwalt hat das Wort (Fernsehserie, 4 Folgen)
- 1968: Heroin
- 1968: Abschied
- 1968: Leben zu zweit
- 1968: 12 Uhr mittags kommt der Boß
- 1969: Aufregende Jahre (Fernsehserie, 6 Folgen)
- 1971: Polizeiruf 110: Der Fall Lisa Murnau
- 1971: KLK an PTX – Die Rote Kapelle
- 1972: Polizeiruf 110: Das Haus an der Bahn
- 1973: Eva und Adam
- 1974: Die Frauen der Wardins (Fernseh-Dreiteiler)
- 1975: Mein lieber Mann und ich (Fernsehfilm)
- 1979: Polizeiruf 110: Heidemarie Göbel
- 1982: Romanze mit Amélie
- 1983: Es geht einer vor die Hunde
- 1985: Ferienheim Bergkristall: Ein Fall für Alois
- 1987: Polizeiruf 110: Der Tote zahlt
- 1989: Die gläserne Fackel
- 1991: Polizeiruf 110: Das Treibhaus
- 1991: Der Besucher

## Hörspiele (Auswahl)
- 1968: Jurij Brězan: Die schwarze Mühle (Mutter) – Regie: Peter Groeger (Kinderhörspiel, 3 Teile – Rundfunk der DDR)
- 1970: Volksbuch: Die Schildbürger (Brauerin) – Regie: Horst Liepach (Kinderhörspiel, 2 Teile – Rundfunk der DDR)
- 1973: Hans Christian Andersen: Die wilden Schwäne (Meer) – Regie: Edgar Kaufmann/Barbara Plensat (Kinderhörspiel – Litera)
- 1980: Wilhelm Hauff: Das kalte Herz (Mutter) – Regie: Manfred Täubert (Kinderhörspiel – Rundfunk der DDR)
- 1986: Brüder Grimm: Drosselbart (Paula) – Regie: Maritta Hübner (Kinderhörspiel – Rundfunk der DDR)